# Prix Hisao-Tanabe
Le prix Hisao Tanabe (田辺尚雄音楽賞 ou 田辺尚雄賞) (souvent appelé plus simplement le « prix Tanabe ») est créé en 1983 par la Tōyō Ongaku Gakkai (東洋音楽学会), « Société pour la recherche en musique asiatique »), plus ancienne société de musicologie au Japon (basée à Tokyo). Le prix tient son nom du musicologue Hisao Tanabe (田辺尚雄),1883–1984), un des membres fondateurs de la Société. Le prix est décerné chaque année à un ou plusieurs individus ou à des groupes qui ont publié un travail remarquable de musicologie asiatique au cours de l'année précédente, un ouvrage susceptible de « favoriser de nouvelles recherches en musicologie asiatique et qui contribue à l'érudition japonaise ». Ce prix est généralement considéré comme la récompense la plus prestigieuse décernée au Japon dans le domaine de la musicologie d'Asie.

## Liste des lauréats
Les précédents lauréats, les titres de travaux publiés et les éditeurs se présentent ainsi :
- 1983 : Gamō Mitsuko 蒲生美津子, Sōga no ongakuteki kenkyū 『早歌の音楽的研究』 (recherche musicologique sur le sōga), Sanseidō 三省堂.
- 1984 : Satō Michiko 佐藤道子, articles sur le Ko-kannon no matsuri 「小観音のまつり」 (festival de Ko-kannon), et les Hōyō no keishiki to naiyō 「法要の形式と内容」(formes et contenus des rituels bouddhistes).
- 1985 : Kobayashi Mitsugu ed.. 小林責編, Kyōgen jiten shiryō-hen  『狂言辞典　資料編』 (dictionnaire du kyōgen, volume de matériels), Tōkyōdō Shuppan 東京堂出版.
- 1986 : Makino Eizō 牧野英三, Tōdaiji shunie shōmyō no senritsu ni kansuru kenkyū 『東大寺修二会声明の旋律に関する研究』 (recherches sur les mélodies des chant bouddhistes au shuni-e du Tōdai-ji), Yanagihara Shuppan 柳原出版.
- 1987 : Hirano Kenji 平野健次, Shamisen to sō no kumiuta (kumiuta accompagné du shamisen ou du koto)『三味線と箏の組歌』, Hakusuisha 白水社.
- 1988 : Prix non décerné
- 1989 : Takeuchi Michitaka 竹内道敬, Kinsei hōgaku kenkyū nōto 『近世邦楽研究ノート』 (recherches sur la musique japonaise au cours de l'époque d'Edo), Meicho Kankōkai 名著刊行会.
- 1990 : Tōyō ongaku gakkai, ed. 東洋音楽学会編, Nō no hayashi-goto 『能の囃子事』 (sur la musique d'accompagnement du théâtre nō), Ongaku no Tomosha 音楽之友社.
- 1991 : Inobe Kiyoshi 井野辺潔, Jōruri-shi kōsetsu 『浄瑠璃史考説』 (étude de l'histoire du jōruri), Kazama Shobō 風間書房.
- : Tokumaru Yoshihiko 徳丸吉彦, Minzoku ongaku-gaku『民俗音楽学』 (Ethnomusicologie),  Hōsō Daigaku Kyōiku Shinkōkai 放送大学教育振興会.
- 1992 : Yasuda Bunkichi 安田文吉, Tokiwazu-bushi no kisoteki kenkyū『常磐津節の基礎的研究』 (recherche fondamentale sur le style tokiwazu de jōruri), Izumi Shoin 泉書院.
- 1993 : Nihon Hōsō Kyōkai 日本放送協会編, ed.  Nihon min’yō taikan: Amami shotō hen 『日本民謡大観　奄美諸島篇』 (grand conspectus des chansons folkloriques japonaises : les îles Amam), Nihon Hōsō Shuppan Kyōkai 日本放送出版協会.
- : Tsukahara Yasuko 塚原康子, Jūkyū seiki no Nihon ni okeru seiyō ongaku no juyō 『十九世紀の日本における西洋音楽の受容』 (réception ode la musique occidentale dans le Japon du XIXe siècle), Taga Shuppan 多賀出版.
- 1994 : Ogi Mitsuo 荻美津夫, Heian-chō ongaku seido-shi『平安朝音楽制度史』 (le système musical de l'époque de Heian), Yoshikawa Kōbunkan 吉川弘文館.
- 1995 : Ōtsuka Haiko 大塚拝子, Shamisen ongaku no onkō riron 『三味線音楽の音高理論』 (théorie de la hauteur de la musique pour shamisen), Ongaku no Tomosha 音楽之友社.
Gerald Groemer ジェラルド・グローマー, Bakumatsu no hayari-uta: kudoki-bushi to dodoitsu-bushi no shin kenkyū 『幕末のはやり唄――口説節と都々逸節の新研究』 (la chanson populaire à la fin de l'époque d'Edo : nouvelles recherches sur le kudoki et le dodoitsu), Meicho Shuppan 名著出版.
- 1996 : Sakai Shōko 酒井正子, Amami utagake no diarōgu 『奄美歌掛けのディアローグ』 (dialogue de chants dans les îles Amami), Daiichi Shobō 第一書房.
- 1997 : Yamada Yōichi 山田陽一, Songs of Spirits: An Ethnography of Sounds in a Papua New Guinea Society, Études de l'institut de Papouasie-Nouvelle-Guinée
- 1998 : Arai Kōjun 新井弘順他 et al., Shingi Shingon shōmyō shūsei, gakufu-hen『新義真言声明集成　楽譜編』 (collection de chants bouddhistes de la secte shingi shingon : partitions musicales), Shingonshū Hōzan-ha Bukkyō Seinenkai 真言宗豊山派仏教青年会.
- 1999 : Shigeo Kishibe 岸辺成雄, Edo jidai no koto-shi monogatari 『江戸時代の琴士物語』 (contes de joueurs de koto au cours de l'époque d'Edo), Yūrindō 有隣堂.
- 2000 : Tanimoto Kazuyuki 谷本一之, Ainu-e o kiku 『アイヌ絵を聴く』 (écoute des images des Aïnus), Hokkaidō Daigaku Tosho Kankōkai 北海道大学図書刊行会.
Iso Mizue 磯水絵, Setsuwa to ongaku denshō 『説話と音楽伝承』 (transmission musicale des contes médiévaux), Izumi Shoin 和泉書院.
- 2001 : Aoyagi Takashi 青柳隆志, Nihon rōei-shi nenpyō-hen 『日本朗詠史 年表篇』 (histoire du rōei japonais : chronologie), Kasama Shoin 笠間書院.
- 2002 : Negishi Masami 根岸正海, Miyakoji-bushi no kenkyū『宮古路節の研究』 (recherche sur Miyakoji-bushi), Nansōsha 南窓社.
Fukuoka Madoka 福岡まどか, Jawa no kamen buyō『ジャワの仮面舞踊』 (danse masquée de Java), Keisō Shoin 勁草書房.
- 2003 : Takakuwa Izumi 高桑いづみ, Nō no hayashi to enshutsu 『能の囃子と演出』 (accompagnement et production du nō), Ongaku no Tomosha 音楽之友社.
- 2004 : Yamaguchi Osamu 山口修, Ōyō ongaku-gaku to minzoku ongakugaku 『応用音楽学と民族音楽学』 (musicologie et ethnomusicologie appliquées), Nihon Hōsō Shuppankai 日本放送出版協会.
- : Konjō Atsushi 金城厚, Okinawa ongaku no kōzō: kashi rizumu gakushiki no riron 『沖縄音楽の構造――歌詞リズムと学識の理論』 (structure de la musique d'Okina : le mètre des textes de chansons et la théorie de la connaissance), Daiichi Shobō 第一書房.
- 2005 : Endō Tōru 遠藤徹,  Heianchō no gagaku: kogakufu ni yoru tōgakkyoku no ongakuteki kenkyū 『平安朝の雅楽――古楽譜による唐楽曲の楽理的研究』(musique de cour durant l'époque de Heian : étude musicologique de la musique de cour de style chinois basée sur d'anciennes partitions), Tōkyōdō Shuppan 東京堂出版.
Yokomichi Mario 横道萬里雄, Taigen geijutsu toshite mita teragoto no kōzō 『体現芸術として見た寺事の構造』 (structure du teragoto considéré comme un art incarné), Iwanami Shoten 岩波書店.
- 2006 :  Takeuchi Emiko 武内恵美子, Kabuki hayashi-kata no gakushiron-teki kenkyū: kinsei kamigata o chūsin toshite 『歌舞伎囃子方の楽師論的研究ーー近世上方を中心として』 (recherches sur les théories des artistes-interprètes de l'accompagnement du kabuki : en se concentrant sur l'ouest du Japon durant l'époque d'Edo), Izumi Shoin 和泉書院.
- 2007 : Gerald Groemer ジェラルド・グローマー, Goze to goze-uta no kenkyū 『瞽女と瞽女唄の研究』 (étude des musiciennes japonaises aveugles et de leurs chansons), 2 vols., Nagoya Daigaku Shuppankai 名古屋大学出版会.
- : Tani Masato 谷正人 Iran no ongaku: koe no bunka to sokkyō 『イランの音楽　声の文化と即興』 (la musique d'Iran : musique vocale et la culture de l'improvisation), Seidosha 青土社.
- 2008 : Tanaka Takako 田中多佳子, Hindu kyōto no shūdan kayō: kami to hito tono rensa 『ヒンドゥー教徒の集団歌謡－神と人との連鎖』 (Les chansons d'ensemble des hindous : entre l'homme et les dieux), Sekai Shisōsha 世界思想社.
- 2009 : Hugh de Ferranti, The Last Biwa Singer: A Blind Musician in History, Imagination and Performance, New York: Cornell University Press.
Tsukahara Yasuko 塚原康子, Meiji kokka to gagaku: Dentō no kindaika, kokugaku no sōsei 『明治国家と雅楽ーー伝統の近代化、国楽の創成』 (l'État Meiji et le gagaku : modernisation de la tradition et création d'une musique nationale), Yūshisha 有志社.
- 2010 : Nishio Tetsuo 西尾哲夫、Mizuno Nobuo 水野信男、Horiuchi Masaki 堀内正樹, eds., Arabu no oto bunka: Global communication e no izanai 『アラブの音文化ーーグローバルコミュニケーションへのいざない』 (culture arabe du son : une invitation à la communication globale), Sutairu Nōto スタイルノート.
- 2011 : Gamō Satoaki 蒲生郷昭,Shoki shamisen no kenkyū 『初期三味線の研究』 (recherches sur les anciens shamisen). Shuppan Geijutsu-sha 出版芸術社.

## Sources
- Tanabe Hisao shō kikin kitei 田辺尚雄賞基金規定　[Regulations of the Tanabe Hisao Prize]. Tōyō Ongaku Gakkai, 2005 (revised).
- Home page of the Tōyō Ongaku Gakkai 東洋音楽学会 (Tanabe Hisao shō 田辺尚雄賞), .

## Source de la traduction
- (en) Cet article est partiellement ou en totalité issu de l’article de Wikipédia en anglais intitulé « Tanabe Hisao Prize » (voir la liste des auteurs).